# Abdoulie Sanyang
Abdoulie Sanyang (ur. 28 sierpnia 1996 w Serrekundzie) – gambijski piłkarz grający na pozycji prawoskrzydłowego. Od 2020 jest zawodnikiem klubu K Beerschot VA, do którego jest wypożyczony z Superstars Academy FC.

## Kariera klubowa
Swoją piłkarską karierę Sanyang rozpoczął w klubie Superstars Academy FC. W 2018 roku został z niego wypożyczony do izraelskiego Bene Jehuda Tel Awiw, w którym jednak nie zaliczył debiutu. Latem 2019 został na rok wypożyczony do belgijskiego drugoligowca, Lommel United. Zadebiutował w nim 17 sierpnia 2019 w przegranym 0:3 domowym meczu z RE Virton.
Latem 2020 Sanyang został wypożyczony do K Beerschot VA. W barwach tego klubu swój debiut zaliczył 18 września 2020 w przegranym 1:3 wyjazdowym spotkaniu z Royalem Charleroi.
| Sezon   | Klub                 | Kraj   | Rozgrywki       | Mecze | Gole |
| ------- | -------------------- | ------ | --------------- | ----- | ---- |
| 2018/19 | Bene Jehuda Tel Awiw | Izrael | Ligat ha’Al     | 0     | 0    |
| 2019/20 | Lommel United        | Belgia | Eerste klasse B | 22    | 2    |
| 2020/21 | K Beerschot VA       | Belgia | Eerste klasse A | 19    | 0    |

## Kariera reprezentacyjna
W reprezentacji Gambii Sanyang zadebiutował 12 listopada 2020 w przegranym 1:2 meczu kwalifikacji do Pucharu Narodów Afryki 2021 z Gabonem, rozegranym we Franceville, gdy w 60. minucie zmienił Ebrimę Sohnę.